# Sokołów Małopolski
Sokołów Małopolski là một thị trấn thuộc huyện Rzeszowski, tỉnh Podkarpackie ở đông-nam Ba Lan. Thị trấn có diện tích 16 km². Đến ngày 1 tháng 1 năm 2011, dân số của thị trấn là 3968 người và mật độ 255 người/km².